# Ватуил
Ватуел или Ватуил(на иврит: בְּתוּאֵל – Bəṯūʾēl, „дом на Бога“), в еврейската Библия Ватуил арамеец или сириеца най-малкият син на Нахор и Милка,племенник на Авраам и баща на Лаван и Ребека
Ватуел сириецът е живял в Падан-Арам и е потомък на Тара. Вуйчото на Ватуел Авраам изпратил старшия си слугата в Падан-Арам, за да намери жена за сина си Исак.До кладенеца извън град Нахор, в Арам-Нахараим, слугата се срещнал с дъщерята на Ватуил Ребека.Слугата казал на дома на Ребека за късмета си да срещне дъщерята на Ватуил, роднина на Авраам.Лаван и Ватуил отговорили: „Това беше постановено от Господа; не можем да ви говорим лошо или добро. Ето Ребека пред теб; вземете я и си вървете, и нека бъде жена на сина на господаря ви, както Господ е казал.“
Едно поколение по-късно Исак изпратил Яков обратно в Падан-Арам, за да вземе жена измежду внучките на Ватуил, а не измежду ханаанците.